# Parroquia de San Pío X (Orense)
La Parroquia de San Pío X es un templo católico del siglo xx ubicado en el barrio de Mariñamansa, en Orense (Galicia, España).

## Historia
El barrio de Mariñamansa era antiguamente un pueblo situado fuera de los límites de la ciudad de Orense, la cual se extendía hasta el Jardín del Posío. Debido a esto, los habitantes de la zona debían pagar un impuesto de entrada en un fielato para poder acceder a la capital y vender en la plaza de abastos los productos que cultivaban, estando la economía del barrio basada principalmente en el cultivo y la ganadería. En la década de 1960, gracias a la entrada de divisas procedentes de la emigración, se produjo un boom urbanístico que aceleró el desarrollo de Mariñamansa y permitió la construcción de la parroquia de la zona, junto a la cual se encuentra el Colegio San Pío X, abierto al público en 1967.
Inaugurada en 1964 gracias a donaciones privadas y permutas de terreno (a cambio del solar, el obispado cedió al ayuntamiento un edificio conocido como Cárcel de la Corona, situado detrás de la casa consistorial), la iglesia ocupa el lugar en el que anteriormente se ubicaba la plaza de toros de la ciudad, convertida posteriormente en un pequeño hospital dedicado a atender a enfermos de tuberculosis, donde se oficiaban servicios religiosos a modo de apéndice de la cercana Iglesia de la Trinidad hasta que el sanatorio fue trasladado a Piñor.

## Descripción

### Exterior
El templo, construido en piedra como material base y diseñado por el arquitecto Manuel Conde Fidalgo (autor también de la Iglesia de Fátima, en el barrio de O Couto), posee tejado a dos aguas y un rosetón en la parte central custodiado por pequeñas cruces de piedra, destacando a ambos lados bajorrelieves de San Pío X (en uno figura como pontífice y en otro impartiendo la Eucaristía a un grupo de fieles) así como seis pilares de base cuadrada frente a la entrada rematados por capiteles rectangulares con relieves labrados en granito rosa pulido en los que se detalla la vida del santo, todo ello obra de Antonio Faílde (algunos de ellos resultan difíciles de interpretar debido a la superposición de algunas escenas por parte del autor). En los muros laterales se hallan presentes varios salientes a modo de orejeras oblicuas con vidrieras de colores de gran tamaño, sobresaliendo el campanario, de estructura geométrica y con tres alturas diferentes, en el lado izquierdo de la cabecera, la cual posee forma semicircular.

### Interior

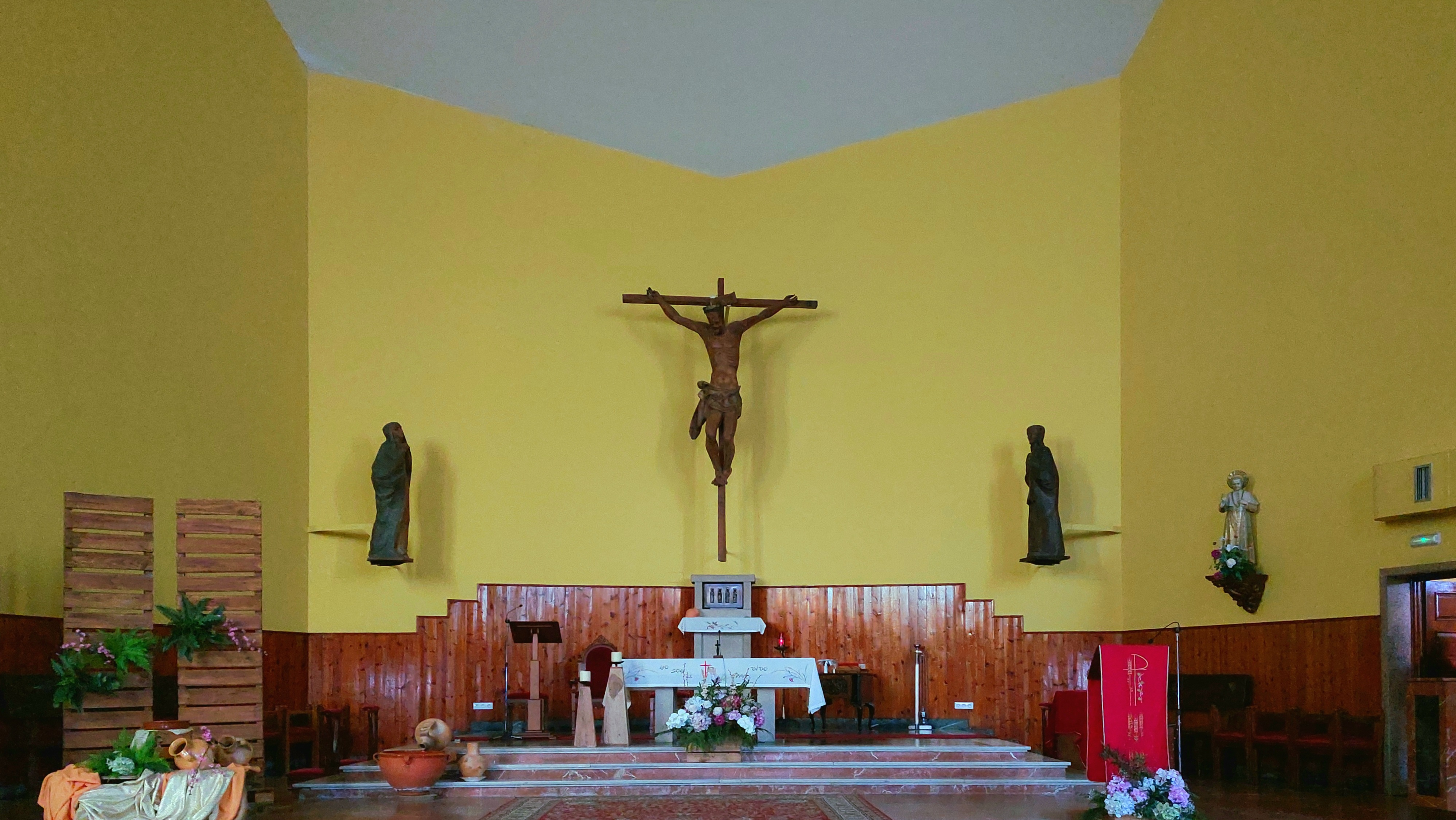
Capilla mayor

La iglesia alberga una capilla mayor compuesta por las imágenes en madera de Cristo crucificado, la Virgen María y San Juan, obra de los escultores Acisclo Manzano y Manuel Buciños; Manzano elaboró la talla de San Juan mientras que Buciños realizó la imagen de la Virgen, siendo el Cristo obra de ambos. Estas imágenes constituyen prácticamente la única decoración de la capilla mayor, la cual destaca por su austeridad, acorde a los postulados del Concilio Vaticano II además de ser un reflejo del gusto de los años 1960 por la simplificación ornamental, lo que al mismo tiempo permitió la reducción de gastos, habiéndose descartado desde el principio la instalación de un retablo dado el gran desembolso económico que hubiese supuesto cubrir el muro situado tras el altar mayor de la iglesia, la cual posee una única nave de planta rectangular, falso techo de madera, sacristía y varias capillas adosadas. 
A la derecha, próximo al altar mayor, se encuentra una imagen de escayola de San Pío X, regalo de las monjas del Colegio Santo Ángel al párroco Antonio Vázquez Borrajo con motivo de la inauguración del templo, mientras que frente al mismo, a izquierda y derecha respectivamente, destacan una imagen de San Vicente de Paúl y una talla de madera de la Virgen del Rosario, esta última fechada a finales del siglo xviii o principios del xix y adquirida a un anticuario (tras su compra fue restaurada y se le añadió una corona de plata). A ambos lados de la puerta de entrada, directamente bajo la tribuna (de planta rectangular y pocos ornamentos al igual que el resto del templo), se hallan a su vez dos pequeños espacios protegidos con rejas; en el de la izquierda se ubica una imagen del Cristo del Dolor (de inspiración medieval y procedente de un anticuario al igual que la talla de la Virgen del Rosario), mientras que en el de la derecha, tras una reja y un cristal, se custodia una talla del Sagrado Corazón.

#### Cofradía del Santo Cristo
Uno de los elementos más destacados de la parroquia es la Cofradía del Santo Cristo, fundada en 1992 y considerada la más antigua de la ciudad, con más de cuarenta miembros. El paso de la cofradía, realizado por los hermanos Núñez entre 1956 y 1958 y ubicado en una de las capillas adosadas (donde además se custodian un pendón, un sagrario y una talla de la Virgen de Fátima anteriormente emplazada en la capilla mayor), consiste en una réplica de menor tamaño del Santo Cristo de Orense, venerado en la Catedral de San Martín. Compuesto además por una reproducción del baldaquino original, este paso recorre las principales calles de la ciudad durante la procesión del Santo Entierro, destacando en la parte trasera una hornacina en la que se colocaba anteriormente para la procesión una talla de medio cuerpo de la Dolorosa realizada por Pedro de Ávila hacia 1700,: p. 288  la cual es venerada en el baldaquino del Santo Cristo original. Para evitar desperfectos se emplea desde hace años otra talla de la Dolorosa, también de medio cuerpo, conservada en la sacristía de la catedral.

## Aniversario
En 2014, con motivo del 50.º aniversario de la inauguración del templo, se llevaron a cabo diversas actividades destinadas a celebrar el medio siglo de vida de la parroquia, como la realización de un festival el 7 de febrero en el Teatro Principal de la ciudad y una peregrinación a Tierra Santa durante el verano, siendo los festejos más importantes llevados a cabo el 1 de junio, día en que el obispo de Orense celebró una eucaristía con nueve sacerdotes vinculados a la parroquia seguida de la procesión de las imágenes del Santo Cristo y San Pío X, culminando los actos con una gran comida bajo una carpa a la que asistieron cerca de 400 personas.

## Galería de imágenes

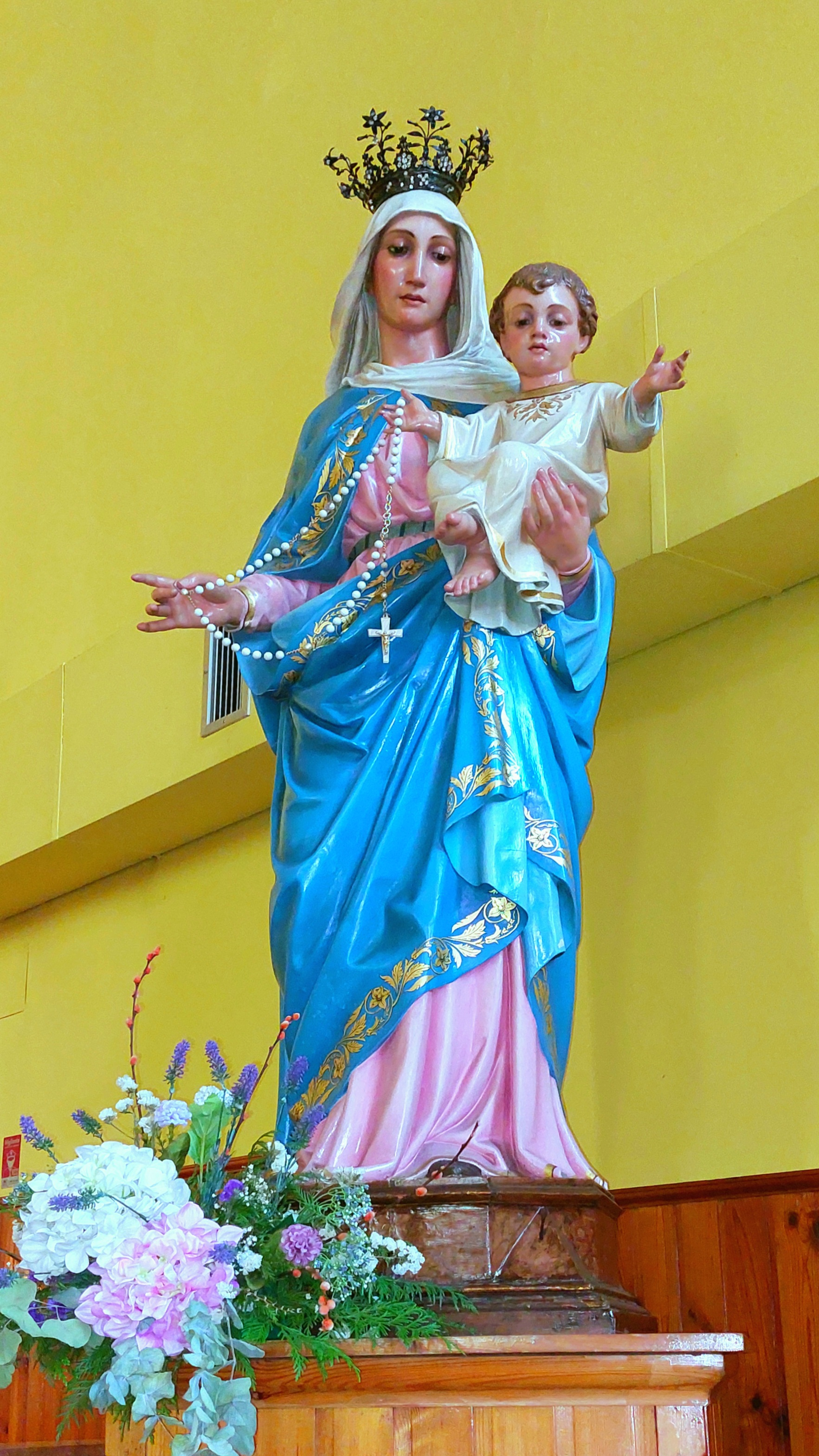
Talla de la Virgen del Rosario.
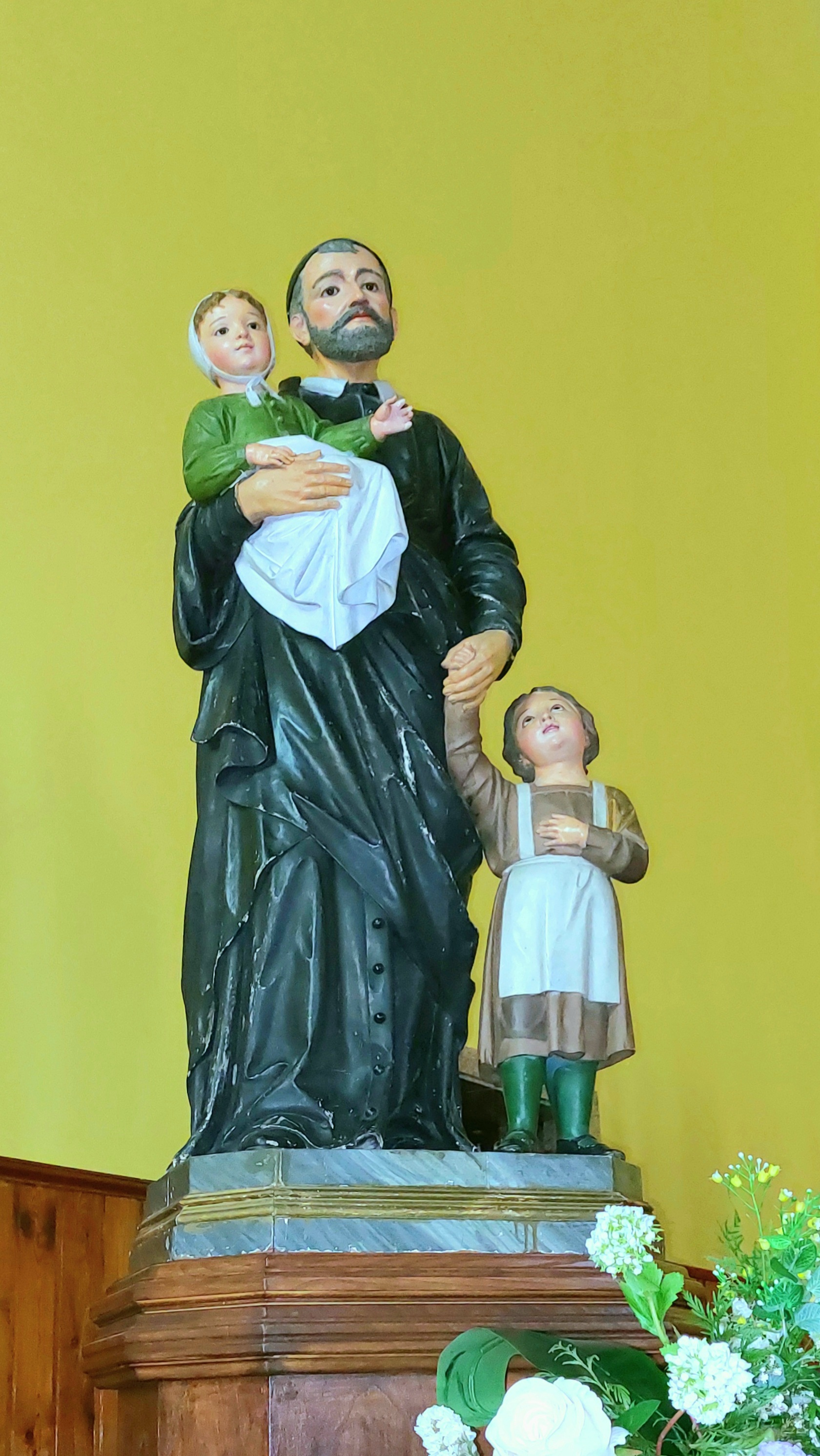
Talla de San Vicente de Paúl.
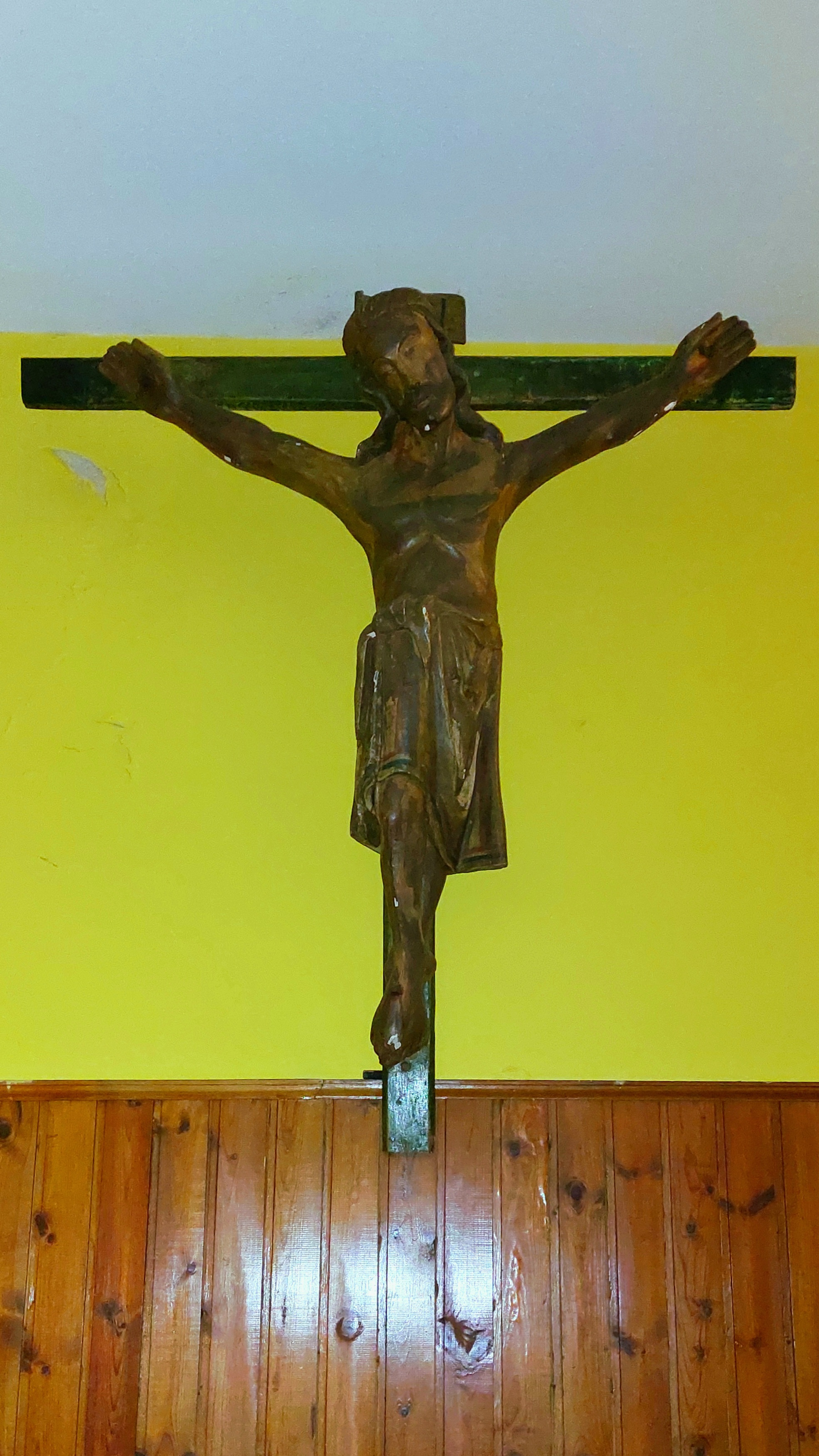
Talla del Cristo del Dolor.
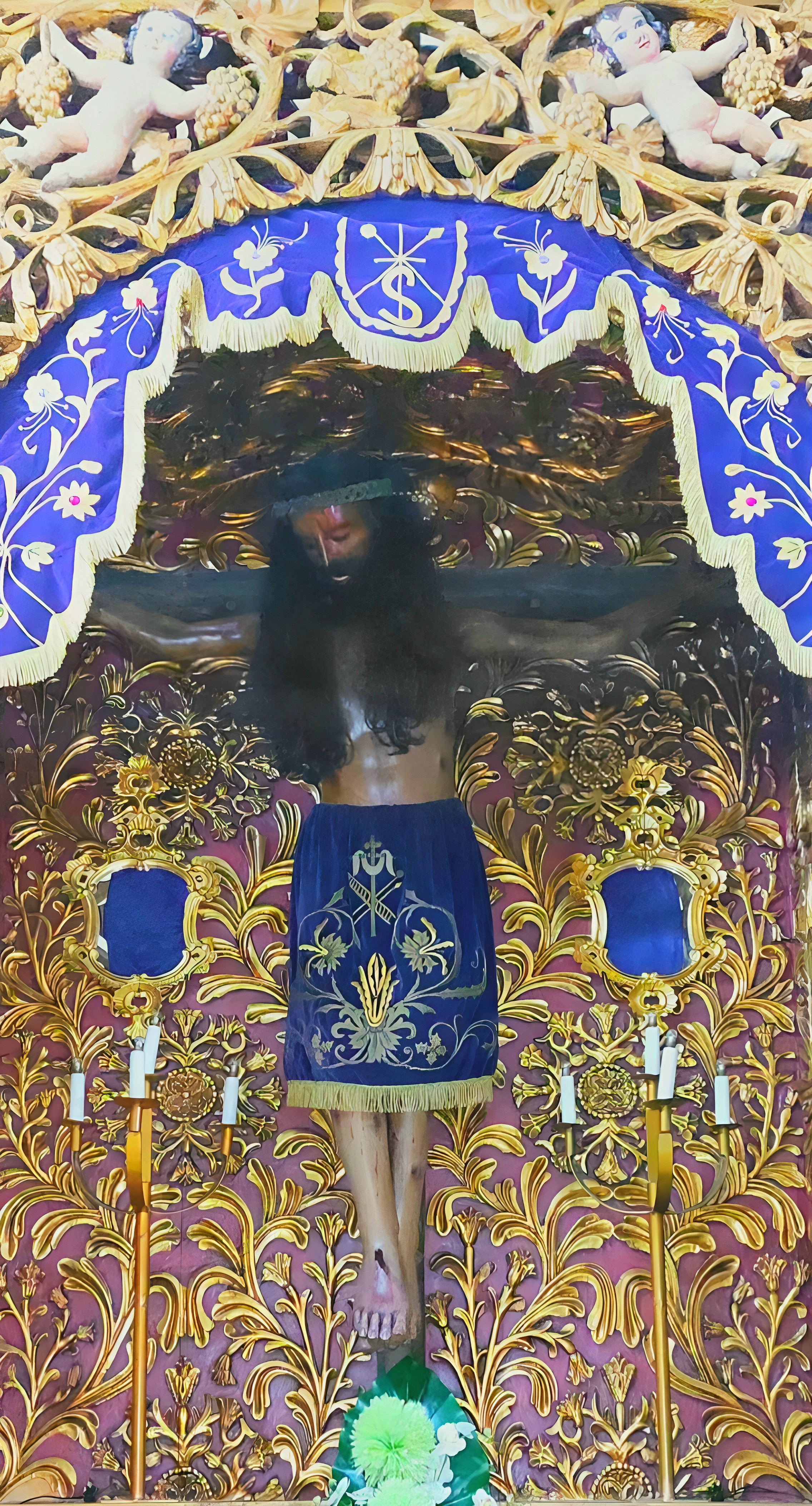
Réplica del Santo Cristo.
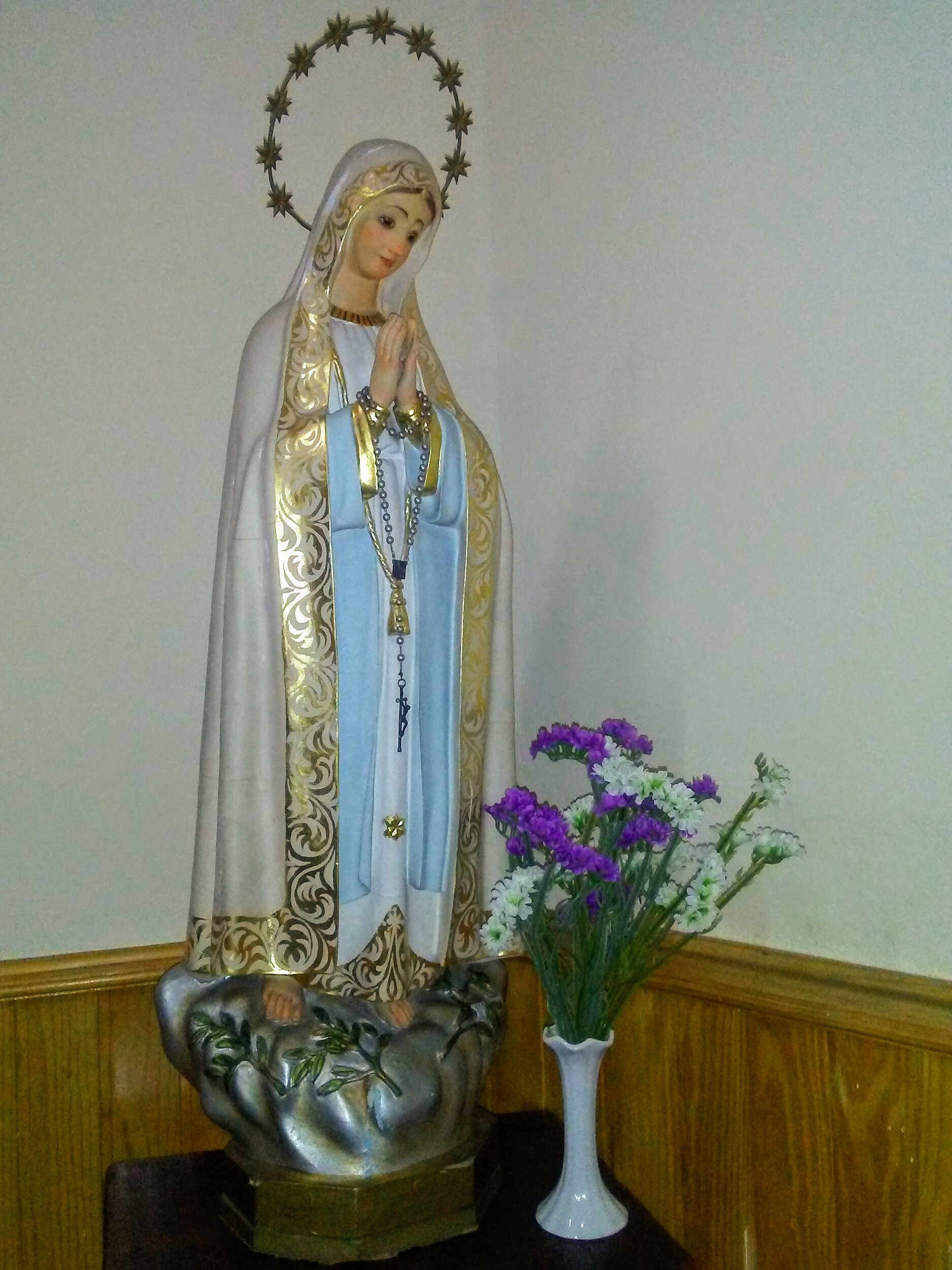
Talla de la Virgen de Fátima.
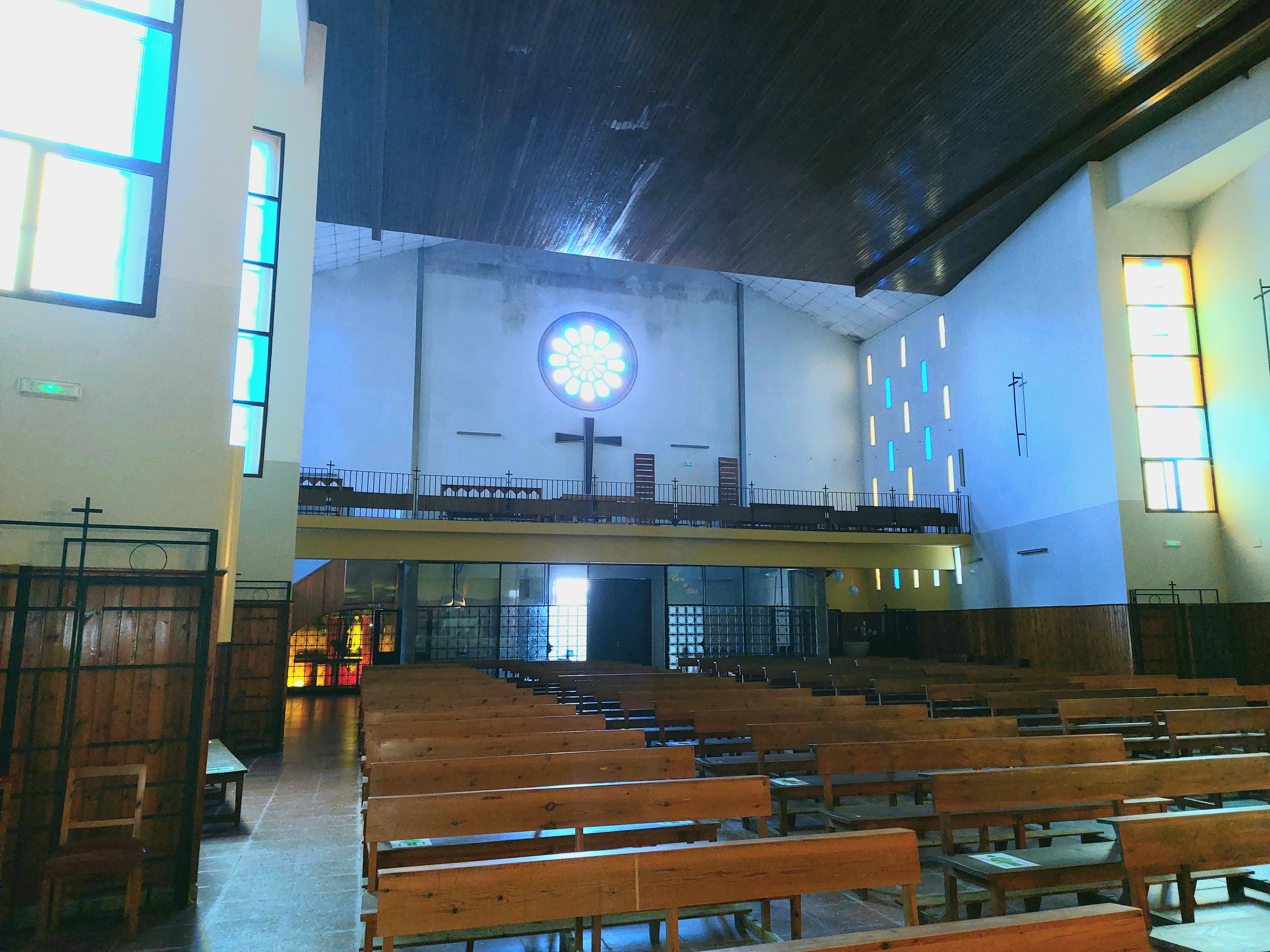
Tribuna.